# Josef Triebensee
Josef Triebensee (soms ook: Josef Trübensee) (Třeboň (Duits: Wittingau), Zuid-Bohemen, 21 november 1772 – Praag, 22 april 1846) was een Tsjechisch componist en hoboïst van Duitse afkomst. Hij werd ook als meester van de bewerking van klassieke muziek voor harmonie-bezettingen benoemd. Hij is de zoon van Jiří Triebensee (1746-1813) en schoonzoon van Jan Nepomuk Vent.

## Levensloop
De familie van Triebensee is afkomstig uit Silezië. Hij studeerde in Wenen compositie bij Johann Georg Albrechtsberger en bij Antonio Salieri. Op 17-jarige leeftijd werd hij lid van het blazers-ensemble van de prinsen Alois I. Josef z Lichtenštejn (1759-1805) en Jan I. Josef z Lichtenštejn (1760-1836) op het jachtslot in Valtice in de buurt van Brno in Zuid-Moravië. In 1794 werd hij kapelmeester van het kamerensemble en het operaorkest van de prinsen Lichtenštejn. Op 3 september 1791 speelt hij tweede hobo en althobo in het orkest, dat onder de leiding van Wolfgang Amadeus Mozart de première van de opera Die Zauberflöte in het "Freihaus Theater" auf der Wieden uitvoert. Later werd hij kapelmeester van het Ständetheater (Stavovské divadlo) in Praag en daarmee opvolger van Carl Maria von Weber. In deze functie bleef hij meer dan 19 jaren.
Triebensee was de schoonzoon van zijn oudere collega Jan Nepomuk Vent (1743-1801).

## Composities

### Werken voor blazers
- 1805 Treurmars, voor blazersoktet
- Concertino, voor (hamer-)piano, blazersoktet (2 hobo's, 2 klarinetten, 2 hoorns, 2 fagotten) en contrafagot
  1. Adagio - Allegro Molto
  2. Menuetto
  3. Andante con vars
  4. Menuetto
  5. Rondo
- Partita in Bes groot, voor blazersoktet
  1. Adagio - Allegro Moderato
  2. Andante
  3. Menuetto
  4. Allegro con moto
- Partita in Es groot, voor blazersoktet
  1. Allegro Vivace
  2. Andante
  3. Menuetto
  4. Rondo
- Parthia in Dis, voor blazersoktet (Musica Aeterna Verlag)
- Suite Bes groot
- Suite Es groot
- Variations on an Original March

### Muziektheater

#### Opera's
| Voltooid in | titel | aktes       | première                                                  | libretto                       |
| ----------- | --- | ----------- | --------------------------------------------------------- | ------------------------------ |
| 1798        | Die Liebe macht kurzen Prozess (of: Heirat auf gewisse Art); (samen met: Matthäus Stegmayer, Joseph Wölfl, Franz Anton Hoffmeister, Joh. B. Henneberg, Franz Xaver Süßmayr en Jakob Haibel) | 2 bedrijven | 26 maart 1798, Wenen, Theater auf der Wieden              | Joachim Perinet                |
| 1799        | Der rote Geist im Donnergebirge (2e akte door Ignaz Ritter von Seyfried gecomponeerd) | 2 bedrijven | 5 juni 1799, Wenen, Theater auf der Wieden                | Matthäus Stegmayer             |
| 1820        | Divoká honba - Die wilde Jagd |             | 8 maart 1820, Praag, Statentheater (Stavovské divadlo)    | Sebastian Willibald Schiessler |
| 1820-1821   | Manželé podle módy - Die Ehemänner nach der Mode | 3 bedrijven | 31 januari 1821, Praag, Statentheater (Stavovské divadlo) | J. von Seyfried                |
| 1823        | Telemach na ostrově Ogygisa - Telemach auf der Insel Ogygia | 2 bedrijven | 10 januari 1824, Praag, Statentheater (Stavovské divadlo) | K.J. Schikaneder               |

### Kamermuziek
- 1844 Trio in F groot, voor twee hobo's en althobo
- 1844 Trio in C groot, voor twee hobo's en althobo
- 1844 Trio in Bes groot, voor twee hobo's en althobo[1]
- Gran Quintuor, voor piano, klarinet, althobo, bassethoorn en fagot
- Menuetto con Variazioni in F
- Variace na Mozartovo téma
- Variaties over Joseph Haydns symfonie nr. 94 „mit dem Paukenschlag“, voor 2 hobo's en althobo

### Bewerkingen van klassieke werken voor harmonie
- Joseph Haydn (1732-1809): Symfonie G majeur - "Oxford symfonie" (Symfonie Nr. 92), gearrangeerd voor 9-stemmige (blazers-)harmonie van Joseph Triebensee
  1. Adagio / Allegro spirituoso
  2. Adagio
  3. Menuetto, Allegretto
  4. Presto
- Wolfgang Amadeus Mozart (1756-1791): Don Giovanni, Ouverture en aria's, voor (blazers-)harmonie (2 hobo's, 2 klarinetten, 2 hoorns, 2 fagotten, contrafagot (ad lib.)) bewerkt door Josef Triebensee (1772-1846)
  1. Ouvertura
  2. Introduzione. Notte e giorno faticar
  3. Madamina, il catalogo è questo
  4. Giovinette che fate all' amore
  5. Dalla sua pace
  6. Fin ch'han dal vino
  7. Batti, Batti, o bel Masetto
  8. Presto presto pria ch'ei venga
- Wolfgang Amadeus Mozart (1756-1791): La clemenza di Tito, Ouverture en aria's, voor harmonie bewerkt door Josef Triebensee
  1. Overture
  2. Deh prendi un dolce amplesso
  3. Marcia
  4. Del piu sublime soglio
- Wolfgang Amadeus Mozart (1756-1791): Cosi fan tutte, voor harmonie bewerkt door Josef Triebensee
- Luigi Cherubini (1760-1842): - ouverture en aria's uit de opera »Medea« voor blazersoktet
- Franz Schubert (1797-1828): Muziek tot het romantisch Schouwspel "Rosamunde, Vorstin van Cyprus" van Helmina von Chezy D 797, voor harmonie bewerkt van Josef Triebensee

## Media
1. ↑  Trio in Bes groot door muziekstudenten van de University of Ottawa. Gearchiveerd op 28 augustus 2023.

- Bibsys: 1507616672224
- Biblioteca Nacional de España: XX822940
- Bibliothèque nationale de France: cb14799026n (data)
- Gemeinsame Normdatei: 117417718
- International Standard Name Identifier: 0000 0001 0775 839X
- Library of Congress Control Number: n81080894
- MusicBrainz: b6867222-e398-4e26-b651-348681bea66b
- Nationale Bibliotheek van Tsjechië: jn20040128011
- Nationale bibliotheek van Australië: 35575184
- Nederlandse Thesaurus van Auteursnamen: 097402583
- Réseau des bibliothèques de Suisse occidentale: 02-A003910420
- Istituto Centrale per il Catalogo Unico: DDSV052407
- Système universitaire de documentation: 161101232
- Trove: 1001096
- Virtual International Authority File: 197849
- WorldCat: E39PBJjCVVPxR4bG9TXFwbYgKd